# Stargazy pie

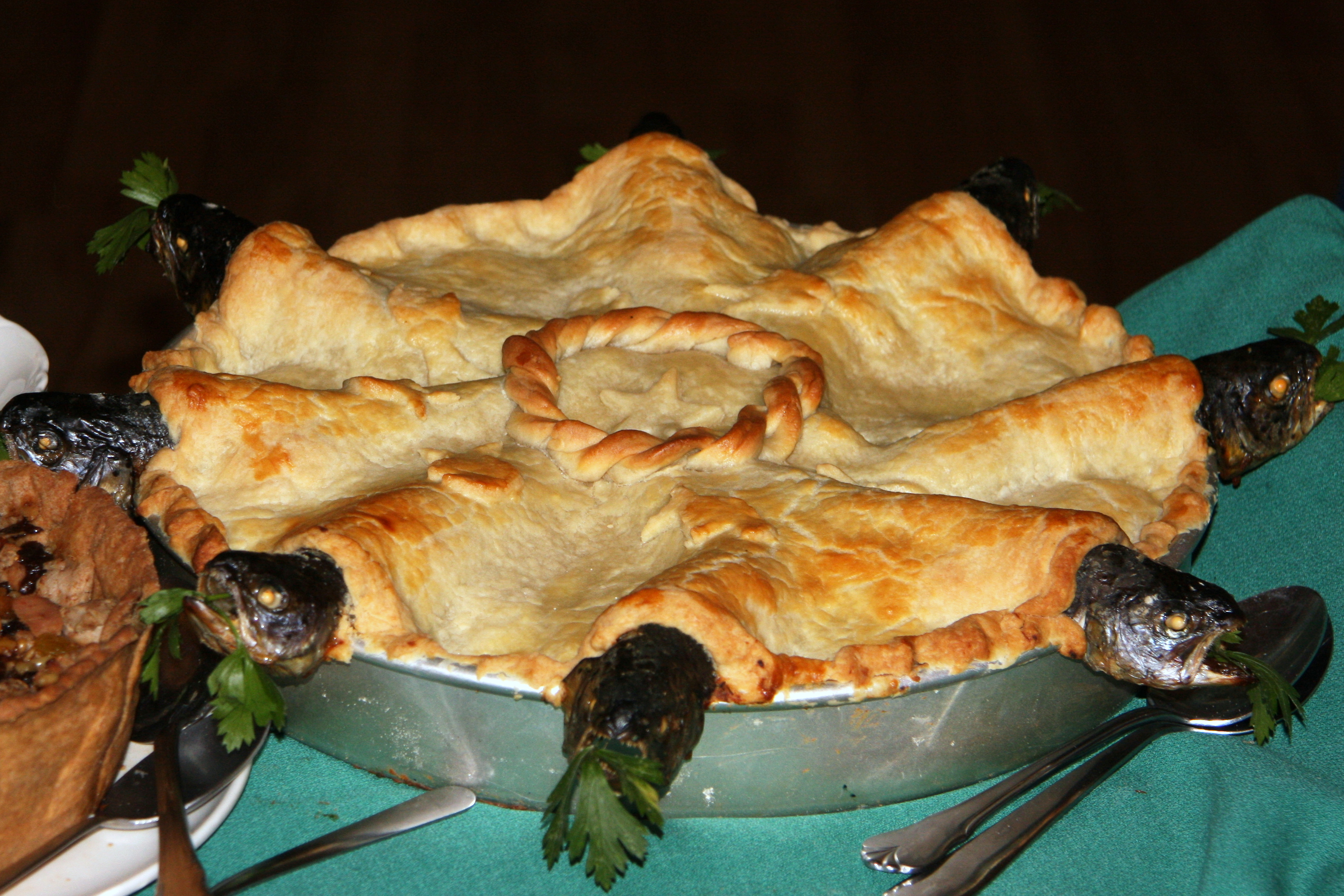
Uno stargazy pie

Lo stargazy pie o stargazey pie o starrey gazey pie è un piatto tipico della cucina inglese, originario della contea della Cornovaglia, costituito da una crostata salata a base di sardine, uova e patate, servito principalmente il 23 dicembre nel villaggio di Mousehole.
Nonostante ci siano alcune varianti a base di altri tipi di pesce, la caratteristica unica della stargazy pie sono le teste (o le code) dei pesci che spuntano dalla crosta per "guardare le stelle" ("stargazing").

## Storia

### Leggenda
Secondo la tradizione, il piatto avrebbe avuto origine nel villaggio di Mousehole e sarebbe stato creato in onore di un pescatore locale del sedicesimo secolo, Tom Bawcock.
Secondo la tradizione, ci fu un inverno particolarmente tempestoso, che impediva alle barche da pesca di uscire a procacciare il pesce per il villaggio. Con l'avvicinarsi del Natale, gli abitanti del villaggio stavano iniziando a patire la fame, mancando la loro fonte di cibo primaria. Il 23 Dicembre, Bawcock  avrebbe sfidato la tempesta, uscendo con il suo peschereccio, e sarebbe riuscito a ritornare con abbastanza pesce da sfamare l'intero villaggio. L'intero pescato (che includeva ben sette diversi tipi di pesce) sarebbe poi stato usato come ripieno di una gigantesca crostata salata, da cui spuntavano le teste dei pesci per dimostrare appunto di cosa fosse fatto il ripieno. Da allora, il 23 Dicembre, si celebra a Mousehole un festival per celebrarne l'impresa, durante il quale vengono servite per tradizione delle stragazy pie. 
Bawcock, che sarebbe realmente esistito, fu proclamato un eroe popolare negli anni venti del XX secolo nel giornale Old Cornwall.
La storia di Bawcock divenne popolare grazie al libro per bambini "The mousehole Cat" di Antonia Barber. In Italia arrivò la versione animata su videocassetta, intitolata "Il Gatto e il mare".

### Fonti scritte
Lo stargazy pie è in seguito menzionato nel 1953 da Dorothy Hartley nel suo libro Food in England, che reca anche alcune illustrazioni del piatto.

## Ingredienti

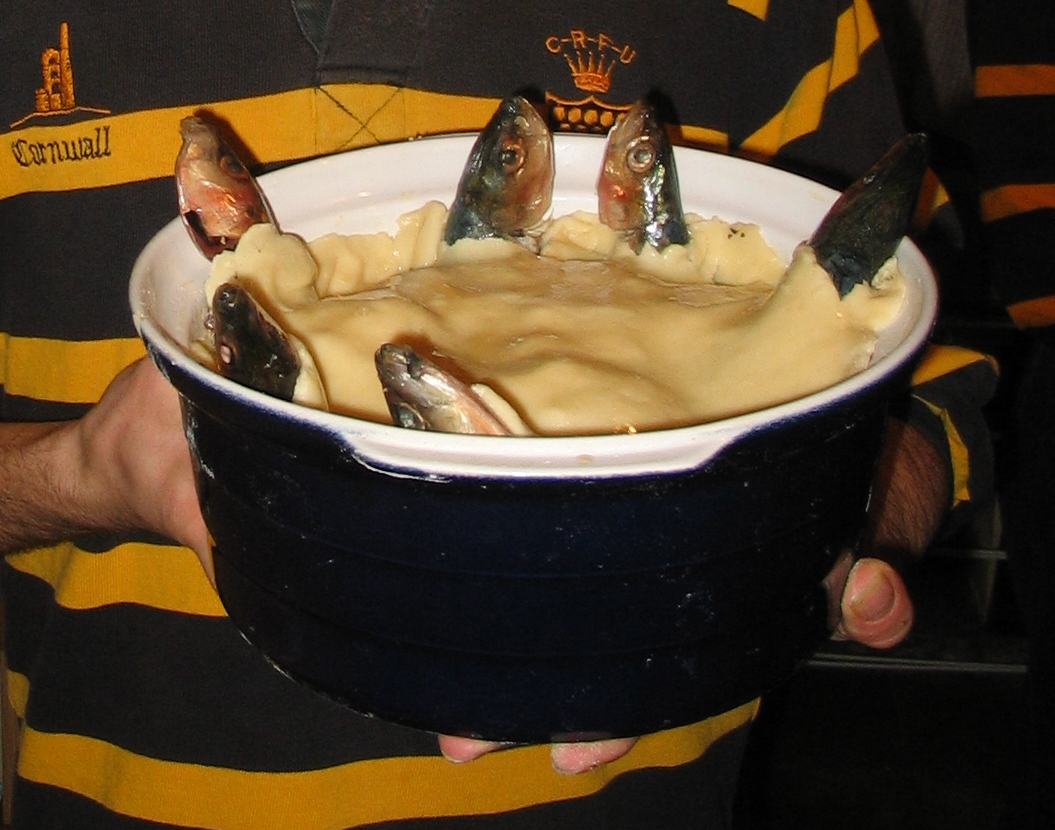
Stargazy pie in preparazione

Per preparare lo stargaz(e)y pie, secondo una delle innumerevoli ricette, occorrono i seguenti ingredienti:
- 4-8 sardine
- salsa alla senape (preparata con brodo di pollo, senape inglese e crème fraîche)
- 150 g di pancetta
- 16 cipolle piccole
- 25 g di burro

## Tradizioni
Ogni 23 dicembre, nel villaggio di Mousehole viene celebrata una festa in ricordo di Tom Bowcock, la Tom Bawcock's Eve, dove si consumano le stargazy pies.